# Sahnivți, Izeaslav
Sahnivți (în ucraineană Сахнівці) este localitatea de reședință a comunei Sahnivți din raionul Izeaslav, regiunea Hmelnîțkîi, Ucraina.

## Demografie
Componența lingvistică a localității Sahnivți
     Ucraineană (99,45%)
     Alte limbi (0,55%)
Conform recensământului din 2001, majoritatea populației localității Sahnivți era vorbitoare de ucraineană (99,45%), existând în minoritate și vorbitori de alte limbi.